# 新戸雅章
新戸 雅章（しんど まさあき、1948年9月18日 - ）は、日本の作家、評論家、翻訳家。小説においては新田 正明名義も使用した。
日本SF作家クラブ会員。テスラ研究所所長、テスラ記念協会会員、日本セルビア協会会員。

## 人物・来歴
神奈川県藤沢市出身。
神奈川県立湘南高等学校、横浜市立大学文理学部卒業。
学生時代からSFファン活動を始め、山野浩一主催のNW-SFワークショップに参加。そこで知り合った志賀隆生・永田弘太郎らとSF同人誌『SF論叢』を1974年に創刊。
また1982年、小説『汀線都市』でSFファンジン大賞を受賞。一時SFファンジン大賞の審査員もつとめた。
編集プロダクション「スタジオ・アンビエント」主宰者として、1982年から1986年まで9号刊行された、新時代社発行のSF評論誌『SFの本』の発行人をつとめ、自らもSFの評論活動を行う。
1984年、短編「溺れたゴジラ」（『SFワールド』3号）で商業誌デビュー。
その後は、主に科学史・技術史の分野で著述・翻訳を行なう。その中でも特にセルビア人発明家ニコラ・テスラに関するものは多く、ライフワークと言える。1993年に筑摩書房より刊行された『超人ニコラ・テスラ』は、日本最初の本格的テスラ紹介書となり、1990年代のテスラ・ブームを牽引した。
1995年、新戸のテスラ研究はオウム真理教事件に関わることになった。
同年2月、ニコラテスラ協会を名乗る教団メンバー6人が、旧ユーゴスラビア連邦（現セルビア共和国）の首都ベオグラードにあるテスラ博物館を訪ねてきた。彼らはテスラに興味をもったのは新戸の著書を読んだからだと語り、テスラの未公開論文の閲覧許可を博物館に求めた。許可が出ると、論文をパソコンに取り込み始めたが、地下鉄サリン事件のニュースが現地に伝わるや、マスコミの取材を避けるように国外へ逃亡してしまった。その後、6人のうちひとりがサリン実行犯として逮捕され、残り5人のうち3人が別件の容疑で逮捕された。
もともと教団は機関誌『ヴァジラヤーナ・サッチャ』No.8において、新戸の著書を参考文献に挙げながら、同年1月の阪神・淡路大震災はニコラ・テスラの地震兵器により引き起こされ、教祖麻原彰晃はそれを予言していたと主張していた。博物館で彼らが求めたのは同様に教祖のカリスマ性付与に利用できる超兵器の論文だったと見られている。
テスラ関連以外の著書には、近・現代における科学と神秘主義の関わりを扱った『逆立ちしたフランケンシュタイン』、機械式コンピュータを発明したチャールズ・バベッジとその業績を日本で初めて取り上げた『バベッジのコンピュータ』、江戸時代の科学者を扱った『江戸の科学者』などがある。
妻は翻訳家の堀千恵子。

## 評論類
- 『SFとは何か』（笠井潔, 志賀隆生との共著、日本放送出版協会） 1986
- 『超人ニコラ・テスラ』（筑摩書房） 1993、のち改題『発明超人ニコラ・テスラ』（ちくま文庫） 1997
- 『情報の天才たち - 電脳社会をつくった12人の個性』（光栄） 1993
- 『ニコラ・テスラ未来伝説』（マガジンハウス） 1995
- 『バベッジのコンピュータ』（筑摩書房、ちくまプリマーブックス） 1996
- 『逆立ちしたフランケンシュタイン - 科学仕掛けの神秘主義』（筑摩書房） 2001
- 『テスラ - 発明的想像力の謎』（工学社） 2002
- 『天才の発想力 - エジソンとテスラ、発明の神に学ぶ』（ソフトバンククリエイティブ、サイエンス・アイ新書） 2008
- 『知られざる天才 ニコラ・テスラ - エジソンが恐れた発明家』（平凡社新書） 2015
- 『江戸の科学者 - 西洋に挑んだ異才列伝』（平凡社新書） 2018
- 『天才ニコラ・テスラのことば』（小鳥遊書房） 2019
- 『平賀源内 - 「非常の人」の生涯』（平凡社新書） 2020

## 小説
- 『湘南ドラゴン伝説』全4巻（新田正明名義、角川書店） 1988 - 1989
- 『発明皇帝の遺産』（祥伝社） 1990
- 『小説・大航海時代』（新田正明名義、光栄） 1991

## 共著
- 『サイエンス・スクランブル』Ⅰ - Ⅳ（大宮信光ほか、新潮文庫） 1984 - 1985
- 『ショートショート劇場』1 - 3（双葉社） 1985 - 1986
- 『奇妙劇場2 ロング・バケーション』（田中文雄ほか、太田出版） 1991
- 『禁断の超「歴史」「科学」』（野村敏晴編著、並木伸一郎, 志水一夫, 阿基米得ほか、新人物往来社、別冊歴史読本） 1994
- 『日本現代文学大事典』（三好行雄, 竹盛天雄, 吉田凞生, 浅井清編著、明治書院） 1994
- 『歴史を変えた偽書 - 大事件に影響を与えた裏文書たち』（ジャパン・ミックス） 1996
- 『新マルクス学辞典』（的場昭弘, 内田弘, 石塚正英, 柴田隆行編、弘文堂） 2000
- 『日本現代小説大辞典』（浅井清, 佐藤勝編、明治書院） 2004
- 『情の技法』（坂本光, 坂上貴之, 宮坂敬造, 岡田光弘, 巽孝之ほか、慶應義塾大学出版会） 2006
- 『面白いほどよくわかるロボットのすべて』（大宮信光、日本文芸社、学校で教えない教科書） 2010

## 翻訳
- 『吸血鬼ドラキュラ』（ブラム・ストーカー、新田正明名義、紀田順一郎共訳、第三文明社） 1989
- 『天才博士の奇妙な日常』（C・A・ピックオーバー、勁草書房） 2001
- 『テスラ自伝』（ニコラ・テスラ、自費出版） 2003
- 『インド科学の父  ボース - 無線・植物・生命』（パトリック・ゲデス、工作舎） 2009　ISBN 978-4-87502-420-0